# Језеро Буково
Буково (пољ. Bukowo) је приобално језеро у Пољској. Налази се на Солвињском приобаљу у војводству Западно Поморје. Површина језера износи 1747 ha, а максимална дубина 2,8 m. На језеру је развијено кајакарство и једрење. У језеру живи око 20 врсти риба.
На обали језера налазе се село Дабки и село Буково Морскје.